# Forte de São Francisco Xavier da Praia de Fora
O Forte de São Francisco Xavier da Praia de Fora localizava-se na ilha de Santa Catarina, no caminho que, vindo da vila de Nossa Senhora do Desterro (atual cidade de Florianópolis), alcançava a praia de Fora (atual Avenida Beira-Mar Norte), à altura da atual praça Esteves Júnior, no litoral do estado de Santa Catarina, no Brasil.

## História
Em 1760, por determinação do Marquês de Pombal (1750-1777), o governador e Capitão General da Capitania do Rio de Janeiro, Gomes Freire de Andrade (1733-1763), enviou o Tenente-coronel José Custódio de Sá e Faria, do Real Corpo de Engenheiros, para fazer um levantamento das defesas da ilha de Santa Catarina, erguidas pelo Brigadeiro José da Silva Paes. Aquele oficial concluiu que, se as fortalezas da Barra Norte da ilha fossem ultrapassadas ou contornadas, a vila do Desterro ficaria sem defesa ante o invasor. Propôs desse modo a ereção de dois fortins ou baterias, um na praia de Fora, ao Norte da vila (Forte de São Francisco Xavier da Praia de Fora), outro na ponta da ilha mais próxima ao continente - o Forte de Santana do Estreito.
O Forte de São Francisco foi construído em 1763, no governo do Coronel Francisco Antônio Cardoso de Meneses e Sousa (1761-1765), com planta do Tenente-coronel José Custódio de Sá e Faria (SOUZA, 1885:125; BOITEUX, 1912:234 apud CABRAL, 1972:13), destinava-se complementarmente a coibir a atracação de embarcações de contrabandistas no local.
Foi artilhado com duas peças (SOUZA, 1885:125). Segundo levantamento do Alferes José Correia Rangel, de 1786, o Forte chegou a possuir um conjunto de armamentos com dezenove peças: uma de bronze de calibre 6 libras, e dezoito de ferro (duas de 8, seis de 6, quatro de 4, quatro de 2 e duas de 1).
Este forte, juntamente com o Forte de São Luís da Praia de Fora, foi vendido em hasta pública: o primeiro, a 31 de agosto de 1841 e o segundo desde 2 de dezembro de 1839. A venda permitiria a demolição dos prédios ao preço de 202$000 Réis (duzentos e dois mil Réis), "preço menor do que valia a cantaria de seus portões", segundo crítica da época. Alguns historiadores acreditam que ambas as fortificações e outras, como a de São Caetano, foram demolidas no contexto da Revolução Farroupilha (1835-1845), com o receio de que a cidade caísse em poder dos revolucionários republicanos, e que estes deles se servissem para melhor conservá-la.
O terreno de marinha passou à Câmara Municipal, que, atendendo a uma reivindicação da comunidade local, por volta de 1862, ali fez erguer uma praça pública, denominada Jardim Lauro Müller, atual praça Esteves Júnior (CABRAL, 1972).
Apesar de nada mais restar da estrutura atualmente, no dia 2 de setembro de 1998, durante a execução de obras públicas de drenagem ao redor da praça Esteves Júnior, operários da Prefeitura Municipal encontraram dois canhões de ferro fundido que pertenceram ao antigo forte, um dos quais ostentando o brasão de armas do rei Jorge II da Grã-Bretanha (1727-1760), determinando a origem britânica e a periodização destes armamentos. Um terceiro canhão foi encontrado no ano seguinte. A partir de 2001 as primeiras duas peças, restauradas, passaram a incorporar o novo aspecto da praça, tendo a terceira sido encaminhada ao Forte de Santana do Estreito. Esses achados acidentais demonstram que uma pesquisa arqueológica na área poderá evidenciar muito mais da história da fortificação.

## Características
De acordo com Correia Rangel, esta estrutura apresentava planta em formato poligonal estrelado irregular, com uma muralha semicircular voltada para o mar. Ao centro do seu terrapleno, acessado por um corredor abobadado após a Portada, onde se dispunham dez canhoneiras à barbeta, erguiam-se os edifícios de um pavimento, a saber:
- Casa do Comando (Quartel do Comandante)
- Quartel de Soldados (Quartel da Tropa)
- Cozinha
- Quartel de Pólvora (Casa da Pólvora)
- Trânsito de [ilegível no original]
- Casa da Palamenta

Contornando o pátio central, numa plataforma elevada acessada por um único lance de escadas, encontravam-se as baterias de canhões.